# Estadio Metropolitano Ciudad de Itagüí
El Estadio Metropolitano Ciudad de Itagüí (comúnmente conocido como Estadio Ditaires), es un estadio del municipio de Itagüí, Colombia utilizado para el fútbol y el atletismo. El estadio fue inaugurado en 1994 y tiene capacidad para 12 000 espectadores.
Fue la sede del equipo Águilas Doradas (actual Rionegro Águilas) en el Torneo de Ascenso durante 2008 a 2010 cuando logró el ascenso y en la Categoría Primera A durante 2011, 2012, 2013 y el Torneo Apertura  2014.
Fue sede de Atlético Nacional en la fecha siete frente a Once Caldas donde perdió el partido dos goles por uno(1-2) Torneo Apertura 2010 y se jugó el partido de ida de la final de la Copa Colombia 2010 entre Itaguí Ditaires y Deportivo Cali.
En este estadio el equipo local Itagüí Leones disputó sus partidos de la Categoría Primera A en la Temporada 2018. y las temporadas 2016 y 2017 que fue cuando quedó campeón del Torneo Finaización frente a Llaneros y subcampeón ante Boyacá Chicó y 2019 de la Categoría Primera B.